# Corpus spongiosum penis
Het corpus spongiosum penis, in oudere teksten ook wel corpus cavernosum urethrae genoemd, is een zwellichaam dat in de penis voorkomt. Door dit zwellichaam loopt het laatste deel van de urinebuis (urethra), de pars spongiosa.

## Anatomie
De basis van het corpus spongiosum is een verdikt deel dat de bulbus penis wordt genoemd. De urethra komt de bulbus niet binnen in het exacte midden, maar meer aan de bovenkant (craniaal). Aan de onderkant zit een mediale groef, waaruit een dun fibreus septum (tussenschot) de bulbus ingaat en het in twee ongelijke delen, lobben of hemisferen genoemd, verdeelt.
Vanaf de bulbus loopt het corpus spongiosum penis verder in de groef tussen beide corpora cavernosa penis. De vorm van het corpus spongiosum is cilindrisch, maar wordt geleidelijk aan wat dunner naar distaal toe. Aan het distale uiteinde is er een paddenstoelvormige verwijding: de eikel (glans penis). Deze verwijding loopt over de uiteinden van de corpora cavernosa. De rand van de glans steekt boven de corpora cavernosa uit en wordt de corona glandis genoemd.

## Fysiologie
Het corpus spongiosum wordt ook als een zwellichaam beschouwd. Het wordt echter niet veel groter tijdens erectie, in tegenstelling tot de corpora cavernosa. Dit komt door het feit dat het corpus spongiosum voor een groter deel uit fibreus weefsel bestaat en minder 'lege ruimte'. Een ander verschil met de corpora cavernosa is dat de bloeddoorstroming tijdens de erectie constant blijft in het corpus spongiosum.